# Gang di Samhan
Gang (강왕?, 康王?; fl. II secolo a.C.) è stato un sovrano coreano, re dal 193 al 189 a.C. della confederazione di Mahan.
Il suo nome personale era Tak (탁?, 卓?). Fu succeduto da An.